# Stéphen Liégeard
Pour les articles homonymes, voir Liégeard.
Stéphen Liégeard (Dijon, 29 mars 1830 – Cannes, 29 décembre 1925) est un avocat, haut fonctionnaire, homme politique, écrivain et poète français.
Il est l'inventeur du terme « Côte d'Azur » pour remplacer la dénomination « Riviera ». Il inspira à Alphonse Daudet le personnage du « sous-préfet aux champs » des Lettres de mon moulin.

## Biographie

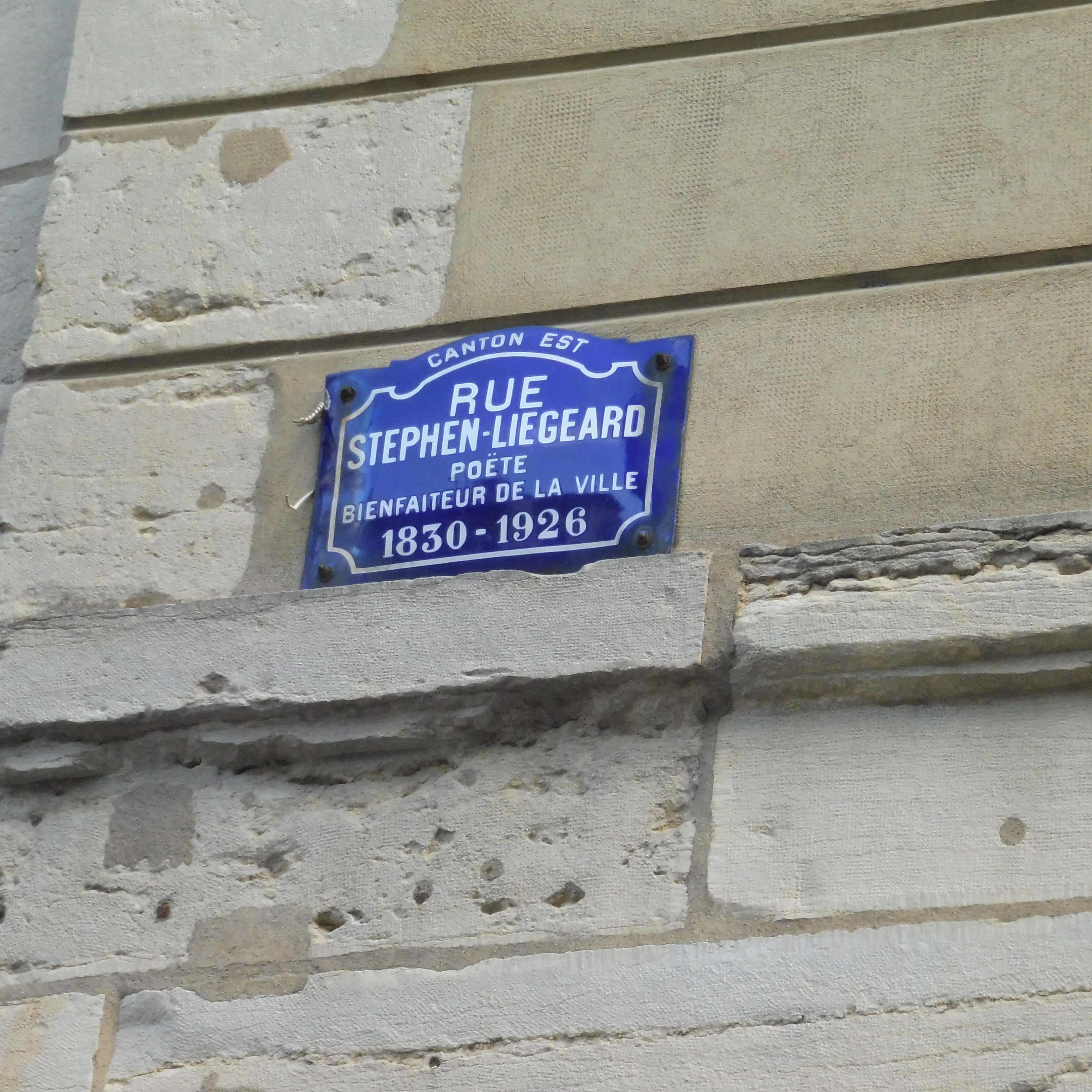
Plaque de la rue Stéphen-Liégeard à Dijon.

François Stéphène Émile Liégeard, qui n'utilisa que son deuxième prénom, sous la forme Stéphen, est né à Dijon le 29 mars 1830, au domicile de ses parents, hôtel Aubriot, 40 rue des Forges. Il était le fils de Jean-Baptiste Liégeard, avocat âgé de 28 ans, qui fut maire de Dijon de 1863 à 1865. La mère de Stéphen Liégeard, Catherine Émilie Vallot, âgée de 21 ans, n'exerçait pas de profession. La famille Liégeard, installée à Dijon depuis le Moyen Âge, avait compté plusieurs orfèvres ; elle était bonapartiste. En 1842, elle déménagea à l'hôtel Legouz de Gerland, 21 rue Vauban à Dijon.
Après de brillantes études au lycée de sa ville natale, Stéphen Liégeard s'inscrit comme avocat au barreau de Dijon en 1854. Il gagne alors plusieurs procès. En 1857, il soutient une thèse de doctorat en droit, qu'il publie la même année sous le titre : Des peines capitales et de leur effet sur la capacité des condamnés (Dr. rom. et Dr. fr.).
Bonapartiste, il entre en 1856 dans l’administration préfectorale comme conseiller de préfecture à Valence, dans la Drôme. Il est nommé en 1859 sous-préfet à Briey, et épouse en 1860 à Augny Mathilde Labbé, fille d'un riche maître de forges de la région. En 1861, il est sous-préfet à Parthenay, puis est nommé sous-préfet à Carpentras en 1864. C’est là qu’Alphonse Daudet, son voisin, apercevant des rimes sur le bureau de Stéphen Liégeard, eut l’idée du conte Le sous-préfet aux champs qui parut dans L’Événement du 13 octobre 1866, avant de faire partie du livre Les Lettres de mon moulin publié en 1869.
En 1867, Stéphen Liégeard quitte l’administration pour se présenter comme candidat officiel aux élections législatives à Briey, où son beau-père, Jean Joseph Labbé, exerce une importante activité industrielle. Il est élu député de la Moselle le 24 mars 1867, puis est réélu en 1869. Il siège dans le groupe de la majorité dynastique. Fidèle à ses convictions, il abandonne la politique à la chute du Second Empire le 4 septembre 1870 et s'inscrit à nouveau au barreau de Dijon. Il restera en relations avec Napoléon III, Eugénie et le prince impérial exilés.
Après 1870, Stéphen Liégeard, qui se consacre à la littérature et des activités philanthropiques, partage son temps entre son appartement parisien rue de Marignan, sa résidence dijonnaise de la rue Vauban, l'hôtel Legouz de Gerland, qu'il fait remanier à la fin du siècle, et son domaine de Brochon. Il passe l'hiver à Cannes, villa des Violettes, dont son épouse, Mathilde, a hérité en 1875. Lors de ces derniers séjours, il parcourt les rivages de la Méditerranée. Sa fortune considérable lui permet de faire construire de 1895 à 1899, sur son domaine de Brochon, non loin de Dijon, un château néorenaissance.
Stéphen Liégeard, élu le 17 avril 1889 de l'Académie de Dijon, est plusieurs fois candidat à l'Académie française, notamment en 1891, où Pierre Loti est élu, et en 1901, où Edmond Rostand l’emporte. Léon Daudet aurait dit, avec humour, qu'il fut victime du Chambertin : en élisant le prétendant, les académiciens n'auraient plus reçu les bouteilles que Stéphen Liégeard offrait avant chaque élection !
Stéphen Liégeard est à la fois un personnage au train de vie fastueux et un homme bon et généreux. Sa devise en témoigne : Il est beau d'être grand, être bon est meilleur. Il se fait le mécène de nombreuses associations et institutions, notamment la commune de Brochon et l'université de Dijon ; il préside la Société d'encouragement au bien de 1897 à 1921. Son fils, Gaston, s’adonne quant à lui à des voyages d'aventure dont il ramène des reportages photographiques.
Stéphen Liégeard s'éteint à plus de quatre-vingt-quinze ans, le 29 décembre 1925 à Cannes, et est inhumé à Dijon. Il lègue à sa ville natale de Dijon l'hôtel Aubriot, qu'il a fait restaurer.
Sa fille Alice a épousé en 1881 Louis Doynel de Saint-Quentin.
Son nom a été donné à une rue située en face de sa maison natale à Dijon ; à une rue de Thionville ; à des avenues de Cannes, Hyères et Nice ; à un IUFM de Nice situé avenue Stéphen-Liégeard, et au lycée de Brochon. L'avenue Stéphen-Liégeard de Cannes longe la villa des Violettes, où Stéphen Liégeard fit de nombreux séjours.

### Activité littéraire
En 1851, à vingt et un ans, Stéphen Liégeard édite son premier ouvrage, Les tribulations de deux acteurs ; en 1852, il publie Souvenirs de quelques soirées d'été, dans lequel il mêle poésie et courtes pièces de théâtre. En 1859, il publie des vers en l'honneur de Napoléon III : Les Abeilles d'or Chants impériaux. L'Académie des Jeux floraux de Toulouse le nomme maître ès-jeux en 1866 et couronne ses œuvres à plusieurs reprises.
Entre 1866 et 1872, il fait de fréquents séjours à Bagnères-de-Luchon, dans les Pyrénées, dont il décrit la société animée dans des pages brillantes parues en 1874 : Vingt journées d'un touriste au pays de Luchon. Au début des années 1870, il livre des témoignages de sa vie politique : sur la chute du Second Empire, avec Le crime du 4 septembre, publié en 1871 ; sur son mandat de député, avec Trois ans à la chambre, paru en 1873. Il continue la poésie ; l'ouvrage Les Grands cœurs, pour lequel les critiques ont été unanimement élogieux, obtient le prix Montyon de l'Académie française. Stéphen Liégeard reçoit aussi le prix Bordin en 1888 pour La Côte d'azur, et le prix Archon-Despérouses en 1917, pour Rimes vengeresses.
Attaché à la culture classique, aux belles lettres et à ce qu'elles soient enseignées, Stéphen Liégeard n'en défend pas moins l'enseignement technique, estimant en 1897 qu'« il y aura toujours trop de bacheliers mourant de faim sur le pavé ».
En 1887, il écrit à Brochon son ouvrage le plus célèbre, La Côte d’azur, publié à Paris en 1887. Dans ce livre, il décrit, de Marseille à Gênes, les villes et les sites « de cette plage baignée de rayons qui mérite notre baptême de Côte d’Azur ». Stéphen Liégeard fait imprimer en 1894 une nouvelle édition de La Côte d’Azur, plus longue, dans l’avant-propos de laquelle il remarque que « Le dictionnaire s’est augmenté d’un mot. »
Stéphen Liégeard est aussi l'auteur de discours, de préfaces et de poèmes isolés.

## Œuvres
- Souvenirs de quelques soirées d'été, Dijon, Loireau-Feuchot, 1852, 32 p.
- De l'origine, de l'esprit et des cas d'application de la maxime Le partage est déclaratif de propriété ; Mémoire Couronné par la Faculté de Droit de Dijon, le 15 novembre 1854 dans la Séance solennelle de Rentrée, Dijon, Loireau-Feuchot, 1854, 123 p.
- Les abeilles d'or Chants impériaux, Paris, E. Dentu, 1859, XX-264 p. [Poèmes.]
- Le verger d'Isaure, Paris, Hachette, 1870, XXIII-234 p. [Poèmes.]
- Le crime du 4 septembre, Bruxelles, J. Rozez, 1871, VIII-67 p. [Récit de la chute du Second Empire.]
- Une visite aux Monts Maudits (ascension du Néthou), Paris, Hachette et Cie, 1872, 92 p. [Souvenirs de son ascension en septembre 1871.]
- Trois ans à la Chambre, Paris, E. Dentu, 1873, XII-396 p. [Récit de son mandat de député de 1867 à 1870.]
- Vingt journées d'un touriste au pays de Luchon, Paris, Hachette et Cie, 1874, 556 p.
- Livingstone, Paris, E. Dentu, 1875, 33 p. [Poème.]

- Prix de poésie de l’Académie française.
- À travers l'Engadine, la Valteline, le Tyrol du sud et les lacs de l'Italie supérieure, Paris, Hachette, 1877, VI-491 p. ; in-18 (lire en ligne)
- Les Grands cœurs, Paris, Hachette et Cie, 1882, II-242 p. [Poèmes.] Nouvelles éditions en 1883, 1894, 1905.

- Prix Montyon de l’Académie française en 1883.
- Au caprice de la plume, Paris, Hachette, 1884, V-426 p.
- La Côte d'azur, Paris, Maison Quantin, 1887, 430 p. Nouvelle édition : Paris, Ancienne maison Quantin Librairies-imprimeries réunies, 1894, III-626 p. (lire en ligne).

- Prix Bordin de l’Académie française en 1888.
- Rêves et combats, Paris, Hachette, 1892, 243 p.
- Les saisons et les mois, Paris, Ancienne Maison Quantin, [1899], 100 p. [Poèmes.]
- Pages françaises, Paris, Hachette et Cie, 1902, VI-489 p.
- Aimer ! Paris, Hachette, 1906, 209 p. Nouvelle édition : Paris, J. Barreau, 1914, 223 p., avec 116 illustrations de Job. [Poèmes.]
- Brins de laurier, Paris, Hachette et Cie, 1909, 170 p. [Poèmes.]
- Rimes vengeresses, Paris, Hachette et Cie, 1916, 180 p. [Poèmes nationalistes.]

- Prix Archon-Despérouses de l’Académie française en 1917.
- Le Rhin français, Dijon, Jobard, 1919, 7 p.

## Distinctions[12]
- Commandeur de la Légion d'honneur en 1920[13].
- Officier de l'Instruction Publique.
- Officier du Mérite Agricole.
- Titulaire de la Médaille d’Or de la Mutualité.
- Commandeur du Christ de Portugal.
- Commandeur de la rose du Brésil.
- Officier du Sauveur de Grèce.
- Officier de Saint-Charles de Monaco.
- Chevalier de l’Étoile Polaire de Suède.
- Chevalier de l’ordre pontifical de Saint-Grégoire-le-Grand.